# Стонга
Стонга (на шведски: Stånga) е селище в югоизточна Швеция, лен Готланд, община Готланд. Населението на селището е 317 души (по преброяване от 2010 г.).